# (7575) Kimuraseiji
(7575) Kimuraseiji (1989 YK) – planetoida z pasa głównego asteroid okrążająca Słońce w ciągu 3,41 lat w średniej odległości 2,27 j.a. Odkryta 22 grudnia 1989 roku.